# Escândalo Gugu-PCC
Escândalo Gugu-PCC, também conhecido como escândalo da falsa entrevista dos integrantes do PCC, foi uma controvérsia centrada numa entrevista forjada com dois homens que se passaram por integrantes da facção criminosa Primeiro Comando da Capital (PCC), realizada pelo repórter Wagner Maffezoli e veiculada pelo programa Domingo Legal, do SBT, apresentado por Gugu Liberato. Por conta de sua repercussão e de ameaças a apresentadores de TV e autoridades na entrevista fictícia, a emissora foi multada e o programa temporariamente suspenso, além de Gugu ter sido processado.

## Antecedentes

### Vídeo do PCC
Por volta das 20h do dia 7 de setembro de 2003 (feriado da Independência do Brasil), o programa Domingo Legal exibiu uma entrevista gravada com dois supostos integrantes do PCC, dentro de um ônibus, realizada pelo chefe de reportagem do Domingo Legal, Wagner Maffezoli.
Os dois ditos bandidos faziam ameaças ao vice-prefeito da cidade de São Paulo, Hélio Bicudo, além de três apresentadores de programas policiais: José Luiz Datena, do Brasil Urgente (Rede Bandeirantes), Marcelo Rezende, do Repórter Cidadão (RedeTV!) e o comentarista de futebol e policial Oscar Roberto Godói, do Cidade Alerta (RecordTV). Os indivíduos também assumiram a tentativa de sequestro do padre Marcelo Rossi, fato ocorrido menos de uma semana antes.

### Reações
Silvio Santos, é por isso que seu jornalismo não dá dinheiro... Pra mostrar um jornalismo rasteiro desse no programa do Gugu, não vale a pena ter jornalismo mesmo. Vai lá ver lá em casa como está minha família, com medo de sair, botar o nariz na rua! Estou profundamente magoado, desiludido.

José Luiz Datena, apresentador do Brasil Urgente, em 8 de setembro de 2003.
Em 8 de setembro (dia seguinte ao da reportagem), Gugu foi duramente criticado pelos apresentadores citados na falsa entrevista. Marcelo Rezende afirmou, no Repórter Cidadão, que a entrevista era "mentirosa e encenada". Em 9 de setembro, um dos líderes do PCC falou por telefone ao apresentador, em seu programa, que Gugu teria armado tudo. José Luiz Datena disse, no programa, que não foi procurado por Gugu e que a entrevista deixou sua família em pânico. No dia 9, Datena abriu o programa dizendo que foi tudo palhaçada e que vai processar o apresentador e Silvio Santos, dono do SBT. No início da tarde do dia 9, o apresentador do Esporte Total, da Rede Bandeirantes, Jorge Kajuru, que não foi citado na reportagem, declarou, consternado: "Foi um desrespeito. Você gostaria que eu colocasse encapuzados falando da sua vida pessoal? Vai catar menino, Gugu!". Nos dias seguintes, a mídia intensificou a impressão de que tudo teria sido uma farsa, até que um comunicado do PCC, divulgado pela imprensa na mesma semana, nega ter ameaçado apresentadores e o vice-prefeito, dizendo que os dois homens não eram do grupo.

## Investigação

### Polícia abre inquérito
No dia 10 de setembro, devido à repercussão do caso, a Polícia Civil de São Paulo abriu inquérito para investigar as denúncias de autenticidade ou fraude exibida pelo SBT.

### Entrevista na Hebe
No dia 15 de setembro, em entrevista ao programa Hebe, apresentado por Hebe Camargo, Gugu falou pela primeira vez ao público sobre o caso, reafirmando que o vídeo do PCC era de fato verdadeiro. Ele pediu desculpas aos ameaçados pela dupla e disse que não conhecia o conteúdo da reportagem e que confiou no repórter Wagner Maffezoli, responsável pela entrevista.

### Conclusão do inquérito
No dia 17, a polícia concluiu que o vídeo havia sido falsificado, com a identificação dos falsos membros do PCC e o envolvimento da produção do Domingo Legal, por ter contratado um certo Barney para recrutar os dois homens que eram da chamada "classe baixa da sociedade". A produção havia improvisado a entrevista que, segundo ex-funcionários do SBT e a polícia, foi feita no estacionamento da emissora. Barney acusou a produção e Gugu de serem mentores da fraude para prejudicá-lo.

## Depoimentos

### 19 de setembro
Antônio Rodrigues da Silva, que atuou na entrevista como o bandido Beta, admitiu na polícia que tudo foi uma farsa. Ele contou que recebeu R$ 150 para participar do programa e que, durante a entrevista, um cartaz atrás do cinegrafista indicava os pontos principais que ele deveria abordar.
Hamilton Tadeu dos Santos, o Barney, que presta serviços de produção ao SBT, confirmou a jornalistas que a entrevista foi mesmo forjada e que a arma exibida pelos falsos bandidos pertencia a ele. Disse, porém, que não participou diretamente da realização da entrevista.

### 25 de setembro
No dia 25 de setembro, Gugu Liberato prestou um depoimento de duas horas ao Departamento de Investigações sobre o Crime Organizado (DEIC) na cidade de São Paulo. Antes, Gugu havia entrado rapidamente no DEIC para evitar a imprensa. No depoimento, Gugu negou conhecer o teor da entrevista. Antônio Rodrigues da Silva, o bandido Beta, além de admitir na polícia que a entrevista é uma farsa, disse ter recebido R$ 150 para participar dela e Hamilton Tadeu dos Santos, o Barney, forneceu a arma e afirmou que Gugu sabia da farsa. Gugu responsabilizou a equipe de produção do programa e disse que é apenas apresentador e que não participou na farsa, pois naquele dia 7 seu pai estava hospitalizado.
Apesar do depoimento, o delegado que preside o inquérito, Alberto Pereira, disse não ter dúvidas quanto à responsabilidade de Gugu pela entrevista em que jornalistas e autoridades eram ameaçados de morte, opinião também compartilhada pelo delegado encarregado do caso.
O delegado pediu à justiça que o apresentador fosse processado criminalmente com base na Lei de Imprensa: "Ele veiculou uma matéria. Esta matéria mentirosa. Não se cogita no âmbito policial o fato dele saber ou não saber, mas esta matéria provocou a comoção pública. Minha linha de investigação é que ele seria responsável pela veiculação da matéria. Como comandante do programa, ele também devia ser responsabilizado".
O inquérito foi concluído e cinco pessoas foram indiciadas: as duas que deram a entrevista e três produtores. O delegado disse que Gugu só não foi indiciado porque conseguiu uma liminar na justiça que impediu o indiciamento.

## Consequências

### Indiciamento
Em 11 de novembro de 2003, a juíza da 2ª Vara Criminal de Osasco, Izabel de Castro, mandou a polícia indiciar formalmente Gugu Liberato, além do chefe de reportagem, o repórter, o produtor e dois atores do Domingo Legal, para responderem pelos crimes de imprensa e de ameaça. As penas iriam de um ano e um mês a cinco anos de prisão. Depois de citados, eles teriam cinco dias para apresentar defesa por escrito. Porém, em 14 de novembro, o presidente do Tribunal de Alçada Criminal, José Renato Nalini, concedeu liminar em habeas-corpus para que Gugu Liberato não fosse indiciado por crime de imprensa e ameaça. Mesmo após o caso ter sido julgado muito tempo depois, Gugu nunca foi formalmente indiciado.

### Multa
Em 10 de dezembro de 2003, o Ministério das Comunicações multou o SBT em R$ 1.792,53 por ter veiculado a falsa entrevista. O ministério admitiu que, mesmo o valor da multa sendo irrisório diante do faturamento do SBT, é o limite máximo de multa que o governo pode estipular. A justificativa é que uma portaria de 1994 limita a pena à concessionária que infringir o Código Brasileiro de Telecomunicações em 1.647,34 unidades de referência (o equivalente ao valor da multa).

### Indenização
O Superior Tribunal de Justiça condenou Gugu e o SBT a pagarem indenização ao ex-apresentador do Cidade Alerta, Oscar Roberto Godói, um dos ameaçados pelos falsos bandidos do PCC na reportagem. O advogado de Godói informou que o SBT e Gugu perderam a ação em primeira e segunda instâncias. Em primeiro grau, a indenização pelos transtornos causados pelas ameaças encenadas era de R$ 100 mil. O Tribunal de Justiça de São Paulo elevou a multa para R$ 250 mil. Em fevereiro, SBT e Gugu entraram com medida cautelar para estancar o cumprimento provisório da sentença no STJ, em Brasília, mas o STJ negou recurso. De todos os ameaçados na entrevista, apenas Godói decidiu processar o apresentador. O valor da indenização ainda pode ser alterado, mas a condenação já teria status de irrevogável.

### Queda da audiência
Segundo o IBOPE, por causa da farsa da entrevista, o programa marcou 18 pontos de média no instituto em 2003, caiu para 15 em 2004, 14 em 2005 e 12 em 2006. Isso significa que Gugu perdeu, em três anos, a sintonia de 330 mil domicílios só na Grande São Paulo. Com o forte declínio do ibope e, consequentemente, o faturamento do SBT, a emissora reduziu as verbas do programa e, aliado ao insistente assédio da Record, Gugu fechou acordo com a Record e montou um programa aos moldes do Domingo Legal chamado de Programa do Gugu. Apesar de receber o dobro do que recebia no SBT, sua decadência no ibope foi acelerando cada vez mais e o modelo de negócio insustentável da Record acabou por cancelar o programa quatro anos depois.

### Papel da mídia
Durante o período, apesar da gravidade do fato, a mídia explorou bem o fato como forma de manter a audiência às custas do erro do programa. Assim, a assessoria jurídica dos envolvidos começa a estudar formas de processar a concorrência por essa superexposição aos fatos tentando, assim, evitar ou diminuir a condenação pública aos envolvidos.